# O Aculadero

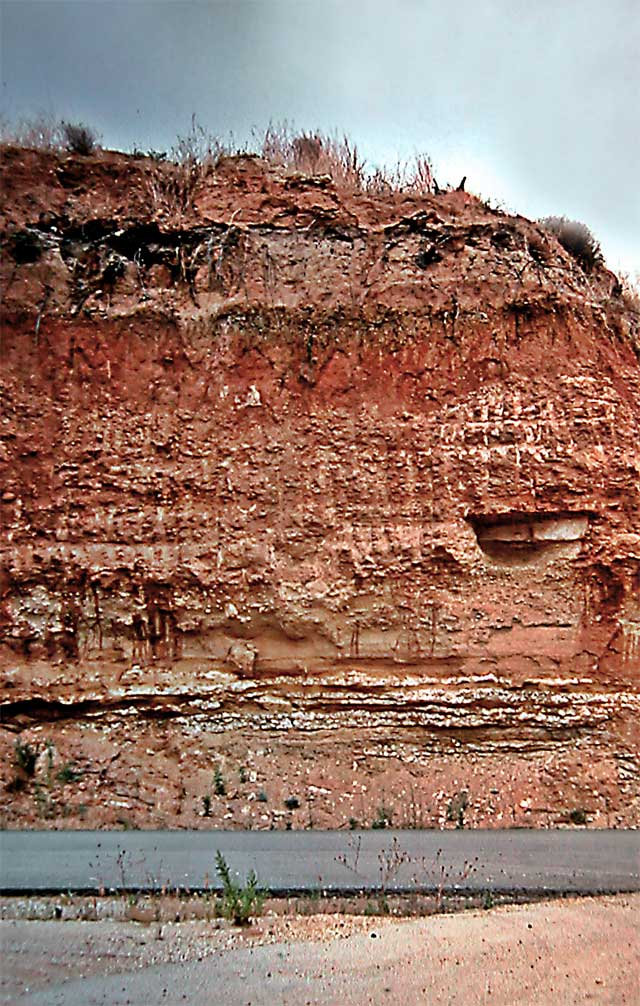
Estratigrafía do Aculadero

O Aculadero é um sítio arqueológico do Porto de Santa María escavado no final da década de 70 e princípios da década de 80 do século XX. Tem fornecido milhares de artefactos do Paleolítico inferior arcaico, da "Pebble Culture", único resto material das populações do vale do Guadalete nesta etapa pré-histórica.
Atualmente e eliminando as teses anteriores, considera-se que o dito sítio arqueológico é atribuível a um Paleolítico Médio de indústrias com artefactos ou instrumentos talhados sobre cantos rodados.

## Links relacionados
- Paleolítico inferior arcaico